# Hugo VII. von Lusignan
Hugo VII. von Lusignan (* um 1065; † 1151), genannt „der Braune“ (französisch le brun), war Herr von Lusignan, Kreuzritter und Sohn des Hugo VI. von Lusignan und dessen Frau Hildegard von Thouars.
Dem Beispiel seines Vaters folgend, nahm Hugo 1147 an der Seite des französischen Königs Ludwig VII. am Zweiten Kreuzzug teil.
Aus der Ehe mit Sarrasine von Lezay gingen folgende Kinder hervor:
- Hugo VIII. von Lusignan (* um 1106; † 1173)
- Simon von Lusignan († nach 1167), Herr von Lezay
- Wilhelm von Lusignan, Herr von Angles
- Rorgon von Lusignan († nach 1167)
- Valeran von Lusignan († nach 1167)
- Aime von Lusignan (* 1125; 1173) ⚭ Gottfried IV., Vizegraf von Thouars

Nach seinem Tod im Jahre 1151 wurde sein Sohn Hugo sein Nachfolger als Herr von Lusignan und Graf von La Marche.